# Jurjen van der Velde
Jurjen van der Velde (Zevenhuizen, 4 december 2002) is een Nederlandse darter die toernooien van de Professional Darts Corporation en World Darts Federation speelt.

## Carrière

### 2018
In april 2018 won Van der Velde in Wunderland Kalkar de jeugdtitel op de German Open, een toernooi van de World Darts Federation.  In de halve finale stond hij maar één leg af, waarna hij Danny de Graaf met 5-0 versloeg in de finale. In juli won hij ook de WDF Europe Youth Cup op de onderdelen overall, teams en individueel. Bij laatstgenoemde versloeg hij Keane Barry met 3-2 in de finale. Hij zou de Ier in oktober opnieuw treffen in de finale van de World Youth Masters, waarin opnieuw wist te zegevieren. Enkele dagen daarna tekende hij een driejarige sponsorovereenkomst met dartsfabrikant Winmau.
Van der Velde werd na zijn toernooizege uitgenodigd voor de Finder Darts Masters, dat plaatsvond in december. Hij wist de groepsfase, waarin hij het moest opnemen tegen Levy Frauenfelder en Kevin Lasker, niet door te komen. In Alexandra Palace werd de toentertijd 16-jarige gekroond tot wereldkampioen bij de Junior Darts Corporation. In de finale versloeg hij Lennon Craddock met een score van 4-2.

### 2019
In januari 2019 bereikte hij de kwartfinale van het BDO World Boys Championship, waarin hij verloor van uiteindelijke finalist Nathan Girvan. Later dat jaar werd hij als onderdeel van het Nederlandse team eerste op de onderdelen overall en dubbels op de WDF Europe Youth Cup. Tijdens de individuele competitie van de WDF World Youth Cup bereikte hij de halve finale.
In 2019 nam Van der Velde voor het eerst deel aan de Development Tour, een reeks toernooien voor spelers met een leeftijd tussen de zestien en vierentwintig jaar. Datzelfde jaar maakt hij ook zijn eerste optreden op het PDC World Youth Championship. Hij strandde in de groepsfase, waarin hij verloor van Joe Davis met 0-5 en Max Hopp met 2-5.

### 2020
Op het BDO World Boys Championship in 2020 strandde de Nederlander bij de laatste 16. Bij het PDC World Youth Championship kwam hij niet verder dan de groepsfase.

### 2021
Zijn eerste overwinning op een Development Tour-evenement boekte Van der Velde in 2021. In de finale van European Development Tour 1 versloeg hij Bradly Roes met een score van 5-2. Tijdens het PDC World Youth Championship wist de Nederlander geen enkele wedstrijd te winnen in de groepsfase.

### 2022
In januari 2022 nam Van der Velde deel aan de Q-school. Het lukte hem niet daar een tourcard te bemachtigen. Vanwege zijn eerdere overwinning op de Development Tour mocht hij in maart meedoen aan de UK Open. Het was zijn eerste optreden op een hoofdtoernooi van de PDC. In de eerste ronde versloeg hij Mickey Mansell, waarna Jim Williams in de tweede ronde te sterk bleek.
Begin mei 2022 boekte Van der Velde zijn tweede overwinning op de Development Tour. Ditmaal won hij in de finale van Geert Nentjes met een score van 5-1. In juni gooide hij een negendarter in de jeugdcompetitie. Door zijn deelname aan Q-school mocht Van der Velde in 2022 ook deelnemen aan de Challenge Tour, de op een na hoogste divisie van de PDC. In juli versloeg hij Robert Owen in de finale van Challenge Tour 13. Tijdens Challenge Tour 18 was hij in de finale te sterk voor Patrick Peters.

### 2023
Begin 2023 kreeg Van der Velde als een van hoogste qualifiers van de Development Tour 2022 een Tour Card. In maart speelde hij op het UK Open. In de eerste ronde was hij te sterk voor Brett Claydon, waarna in ronde twee ook Ronny Huybrechts werd verslagen. In de derde ronde was Van der Velde niet opgewassen tegen Richie Burnett.
Op 1 april stond de Nederlander in de finale van Development Tour 3, waarin Luke Littler te sterk was.
Tijdens Development Tour 9 op 29 april werd hij in de finale net gepasseerd door Ciarán Teehan.

### 2024
In februari schreef de darter Development Tour 4 op zijn naam. Leighton Bennett was zijn tegenstander in de finale. In oktober haalde Van der Velde ook de finale van Development Tour 23, waarin Tavis Dudeney won.
Het PDC World Youth Championship werd in oktober tot aan de finale gespeeld. Van der Velde won in de groepsfase alle drie zijn partijen. Daarna versloeg hij Jarno Bottenberg, Roy Rietbergen, Adam Gawlas en Keane Barry voor een plek in de finale. Deze werd gespeeld in november. Gian van Veen was hierin zijn tegenstander. Van der Velde miste vijf wedstrijdpijlen en zag Van Veen de eerste Nederlandse PDC-jeugdwereldkampioen worden.

### 2025
In mei was Van der Velde de sterkste op Development Tour 14. Henry Coates was zijn tegenstander in de finale.

## Resultaten op wereldkampioenschappen

### Junior Darts Corporation
- 2018: Winnaar (Gewonnen van Lennon Cradock met 4-2 in de finale)[11]
- 2019: Laatste 32 (Verloren van Jjacheng Song met 1-4)[41]

### BDO World Championship Boys
- 2019: Kwartfinale (Verloren van Nathan Girvan met 1-3)[12]
- 2020: Laatste 16 (Verloren van Tomáš Houdek met 0-4)[17]

### PDC World Youth Championship
- 2019: Groepsfase (Verloren van Joe Davis met 0-5 en Max Hopp met 2-5)[16]
- 2020: Groepsfase (Verloren van Vilem Sedivy met 2-5 en Ted Evetts met 1-5)[18]
- 2021: Groepsfase (Verloren van Fabian Schmutzler met 3-4, Kevin Doets met 2-4 en Rusty-Jake Rodriguez met 2-4)[20]
- 2022: Groepsfase (Gewonnen van Trevor Pettigrew met 5-2, verloren van Brandon Weening met 4-5)[42]
- 2023: Laatste 16 (Verloren van Jacob Gywnne met 3-6)
- 2024: Runner-up  (Verloren van Gian van Veen met 5-6)

## Privéleven
Van der Velde is een broer van Roos van der Velde, die in 2022 het Dutch Open bij de meisjes won.